# Arteria occipitalis

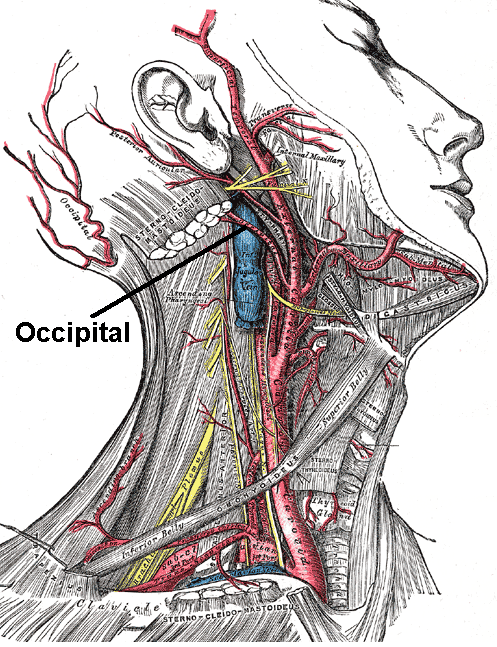
Darstellung der abgangsnahen Arteria occipitalis, links im Bild weiterhin im Verlauf des Hinterkopfes

Die Arteria occipitalis („Hinterhauptsschlagader“) ist ein arterielles Blutgefäß des Kopfes. Sie entspringt der äußeren Halsschlagader (Arteria carotis externa). Über verschiedene Äste (Rami posteriores, Ramus descendens) Rami versorgt sie die hintere Kopfschwarte und trägt zur Blutversorgung des hinteren Halses, der subokzipitalen Muskulatur sowie der Dura mater der hinteren Schädelgrupe bei.

## Verlauf beim Menschen
Die Arteria occipitalis entspringt gegenüber dem Abgang der Gesichtsarterie (Arteria facialis) und zieht, vom Musculus digastricus und Musculus stylohyoideus bedeckt, in Richtung Hinterkopf. In der Nähe ihres Ursprungs wird sie vom Nervus hypoglossus (zwölfter Hirnnerv) an. Auf ihrem weiteren Weg überkreuzt sie die innere Halsschlagader (Arteria carotis interna), die Vena jugularis interna, den Nervus vagus und den Nervus accessorius. Unter den Kopf-Halsmuskeln verzweigt sie sich schließlich im Bereich des Hinterkopfes. Ihr Endast begleitet den Nervus occipitalis major.
Das Gefäß bildet Anastomosen mit der Arteria occipitalis der Gegenseite, der Arteria temporalis superficialis und der Arteria auricularis posterior.

## Kollateralverbindungen bei Gefäßerkrankungen
Die Arteria occipitalis ist Teil von Umgehungskreisläufen bei Verschlussprozessen anderer Gefäße. So leitet sie bei abgangsnahen Verschlüssen der Arteria vertebralis arterielles Blut von der Arteria carotis externa zur Arteria vertebralis.